# أبو العباس أحمد المريني
أحمد بن أبي سالم بن أبي الحسن يكنى أبا العباس، ولقبه المستنصر بالله، هو سلطان مريني، يقال له ذو الدولتين لأنه ولي الملك مرتين، فكانت دولته الأولى عشرة أعوام وشهرين (1374–1384) و كانت دولته الثانية سبع سنين (1387–1393). و هو السلطان الذي ذكره إسماعيل ابن الأحمر في أول تاريخه المسمى النفحة النسرينية و اللمحة المرينية ألفه برسمه، وحلى ديباجته باسمه.

## نظم السلطان أبو العباس أحمد
كان السلطان أبو العباس شاعرا  التشبيه فمن نظمه قوله:
ومن أخبار السلطان أبي العباس ما حكاه في نفح الطيب أن الأديب الكاتب أبا الحسن علي ابن الوزير لسان الدين بن الخطيب كان مصاحبا للسلطان أبي العباس هذا فحضر معه ذات يوم في بستان فيه ماء وقد أبدى الأصيل شواهد الاصفرار وأزمع النهار لما قدم الليل على الفرار فقال السلطان أبو العباس لما لان جانبه و سألت بين سرحات البستان جداو له و مذانبه.
فأجابه أبو الحسن ابن الخطيب بقوله المصيب
و من أخباره أيضا أن كاتبه أبا زكرياء يحيى بن أحمد بن عبد المنان دخل عليه عشاء فقال له أنعم الله صباح مولانا فأنكر السلطان ذلك و ظن أنه ثمل فتفطن أبو زكرياء لما صدر منه وتدارك ذلك فأنشد مرتجلا